# Федоровський сільський округ (Федоровський район)
Фе́доровський сільський округ (каз. Федоров ауылдық округі, рос. Фёдоровский сельский округ) — адміністративна одиниця у складі Федоровського району Костанайської області Казахстану. Адміністративний центр — село Федоровка.
Населення — 8861 особа (2021; 8798 у 2009, 10011 у 1999, 14158 у 1989).
Станом на 1989 рік існували Федоровська селищна рада (смт Федоровка) та Жаркольська сільська рада (села Александрополь, Андрієвка, Владикинка, Затишенка, Копиченка, Цілинне) з центром у смт Федоровка. Станом на 1999 рік зі складу селища Федоровка виділено окремі села Приозерне та Жарколь, останнє стало центром Жаркольського сільського округу. Станом на 2009 рік Федоровка має статус села. 2013 року до складу Федоровського сільського округу була включена територія та населені пункти ліквідованого Жаркольського сільського округу.

## Склад
До складу округу входять такі населені пункти:
| Населений пункт      | Старі назви | Населення, осіб (1989) | Населення, осіб (1999) | Населення, осіб (2009) | Населення, осіб (2021) |
| -------------------- | ----------- | ---------------------- | ---------------------- | ---------------------- | ---------------------- |
| Александрополь, село | -           | 447                    | 485                    | 271                    | 215                    |
| Андрієвка, село      | -           | 281                    | 226                    | 117                    | 48                     |
| Владикинка, село     | -           | 739                    | 767                    | 458                    | 360                    |
| Жарколь, село        | -           | -                      | 832                    | 790                    | 701                    |
| Затишенка, село      | -           | 219                    | 180                    | 89                     | 57                     |
| Копиченка, село      | -           | 484                    | 437                    | 260                    | 252                    |
| Приозерне, село      | -           | -                      | 458                    | 403                    | 252                    |
| Федоровка, село      | -           | 11793                  | 7626                   | 6410                   | 6976                   |
| Цілинне, село        | -           | 195                    | 163                    | -                      | -                      |